# TOGG
ТОГГ (TOGG) или Турското съвместно предприятие за автомобили (на турски: Türkiye'nin Otomobili Girişim Grubu A.Ş.) е турска автомобилна компания, основана като съвместно предприятие през 2018 г. Компанията обявява, че първата кола, за която има права на интелектуална собственост, ще бъде готова за масово производство до края на 2022 г.

## Модели
Двата модела на турската национална кола ТОГГ, представени през декември 2019 г., са изцяло електрически превозни средства с 300 и 500 км (190 и 310 mi) опции за разстояние. И двата автомобила ще имат осемгодишна гаранция на батерията и ниво 3 на помощ за автономно шофиране.
| Име              | Тип                    | Обявление        | Очаквана дата | Двигател     |
| ТОГГ (Кросоувър) | Сегмент - C, Кросоувър | 27 Декември 2019 | 2022 г.       | Елекрически  |
| ТОГГ (Седан)     | Сегмент - С, Седан     | 27 Декември 2019 | 2024 г.       | Елекрически  |
| ---------------- | ---------------------- | ---------------- | ------------- | ------------ |
| ТБА              | Сегмент - С, Хечбек    | Очаква се        | до 2030 г.    | Електрически |
| ТБА              | Сегмент - B, Кросоувър | Очаква се        | до 2030 г.    | Електрически |
| ТБА              | Сегмент - МПВ          | Очаква се        | до 2030 г.    | Електрически |

## Производствен план
Харалар в квартал Гемлик на провинция Бурса е избран за място на производствената фабрика. Той е част от 400 декара земя, собственост на турските въоръжени сили . Мястото беше предпочитано заради близостта си до морско пристанище, зона за свободна търговия и доставчици. Разходите за изграждане на производствения завод са предвидени в бюджета на 22 милиарда турски лири (прибл. 1,2 милиарда щатски долара). В завода се предвижда да бъдат наети 4323 души.  Планирано е годишно производство на 175 000 електрически превозни средства,  но това може да не е достатъчно, за да се избегне рискът за икономиката на Турция от увеличаване на вноса на петрол до 2040 г.  За първия етап е планирано за първи път да бъдат произведени 100 автомобила в рамките на производствения план на TОГГ. 